# أبوثنين
مركز أبو ثنين هو مركزٌ إداري تابعٌ لمحافظة رماح في منطقة الرياض ، وتصنف من فئة (أ) ورمزها 1394.